# U-统计量
U-统计量是统计学中一类特定的、具有对称性的统计量，它在估计理论中扮演重要角色。名称中的“ U”为无偏（unbiased）之意。在初等统计学中，U-统计量与最小方差无偏估计量 (UMVUE) 有密切联系。 
U-统计量的一个重要性是，对概率分布来说，其可估计参数的最小方差无偏估计量 是一个U-统计量。  因此通过研究U-统计量的一般性质，可以系统地了解这些估计量的统计学性质。
U-统计量在非参数统计中尤其重要，不少用于估计和统计检验的统计量，在形式上都是U-统计量。U-统计量通常具有良好的渐近正态性，这方便了基于它的统计推断。 近年来，U-统计量在研究复杂的随机过程和随机网络类型数据的随机性质方面，发挥了作用。
目前，统计学家们对U-统计量性质的了解，几乎全都基于Hoeffding发表于1948年的经典论文。在这篇论文里，Hoeffding给出了U-统计量最重要的性质——它的ANOVA分解。

## 定义
定义 {\displaystyle h(x_{1},\ldots ,x_{r}):\mathbb {R} ^{r}\to \mathbb {R} } 为一个函数，其具有对称性，即交换任意 {\displaystyle x_{i},x_{j}} 的位置，{\displaystyle h} 的值保持不变。对随机变量 {\displaystyle X_{1},\ldots ,X_{n}} ，基于 {\displaystyle h} 的U-统计量定义如下： 
{\displaystyle U_{n}={\frac {1}{\binom {n}{r}}}\sum _{1\leq i_{1}<\cdots <i_{r}\leq n}h(X_{i_{1}},\ldots ,X_{i_{r}})}
这里，{\displaystyle h(\cdot )} 称为U-统计量的核函数（Kernel function），而核函数的维数 {\displaystyle r} 称为该U-统计量的度（degree）。

### 两样本U-统计量
定义 {\displaystyle h(x_{1},\ldots ,x_{r};y_{1},\ldots ,y_{s}):\mathbb {R} ^{r+s}\to \mathbb {R} } 为一个函数，其对 {\displaystyle X} 和 {\displaystyle Y} 分别具有对称性，即交换任意 {\displaystyle x_{i_{1}},x_{i_{2}}} 的位置或交换任意 {\displaystyle y_{j_{1}},y_{j_{2}}} 的位置，{\displaystyle h} 的值保持不变（但不能随意交换 {\displaystyle x_{i},y_{j}} ）。对随机变量 {\displaystyle X_{1},\ldots ,X_{m};Y_{1},\ldots ,Y_{n}} ，基于 {\displaystyle h} 的两样本U-统计量定义如下：
{\displaystyle U_{m,n}={\frac {1}{{\binom {m}{r}}{\binom {n}{s}}}}\sum _{1\leq i_{1}<\cdots <i_{r}\leq m}\sum _{1\leq j_{1}<\cdots <j_{s}\leq n}h(X_{1},\ldots ,X_{r};Y_{1},\ldots ,Y_{s})}
目前在机器学习中，最常见的情形是 {\displaystyle r=s=1}，例如能量距离和最大平均差异（MMD）。

## Hoeffding的ANOVA分解定理

### 定理表述
Hoeffding的ANOVA分解定理是现代U-统计量理论的基础。为表述该定理，定义：{\displaystyle \mu =\mathbb {E} [h(X_{1},\ldots ,X_{r})]}。
对所有 {\displaystyle 1\leq k\leq r} ，定义投影函数：
{\displaystyle a_{k}(x_{1},\ldots ,x_{k})=\mathbb {E} [h(X_{1},\ldots ,X_{r})|X_{1}=x_{1},\ldots ,X_{k}=x_{k}]-\mu }
然后定义正交化投影函数：
{\displaystyle g_{1}(x_{1})=a_{1}(x_{1})}，{\displaystyle g_{2}(x_{1},x_{2})=a_{2}(x_{1},x_{2})-g_{1}(x_{1})-g_{1}(x_{2})}，等等，每一个 {\displaystyle g_{k}} 都定义为相应的 {\displaystyle a_{k}}减去之前定义过的所有 {\displaystyle g_{1},\ldots ,g_{k-1}}，直至最后一个函数 {\displaystyle g_{r}}：
{\displaystyle g_{r}(x_{1},\ldots ,x_{r})=a_{r}(x_{1},\ldots ,x_{r})-\sum _{j=1}^{r-1}\sum _{1\leq i_{1}<\cdots <i_{j}\leq r}g_{j}(x_{i_{1}},\ldots ,x_{i_{j}})}
Hoeffding的ANOVA分解定理的内容是：
{\displaystyle U_{n}-\mu ={\binom {n}{r}}^{-1}\sum _{k=1}^{r}{\binom {n-k}{r-k}}\cdot \sum _{1\leq i_{1}<\cdots <i_{k}\leq n}g_{k}(X_{i_{1}},\ldots ,X_{i_{k}})}

### 分解项的性质
所有的正交化投影函数 {\displaystyle g_{k}} 都满足：
{\displaystyle \mathbb {E} [g_{k}(X_{1},\ldots ,X_{k})|X_{1},\ldots ,X_{k-1}]=0}
因此，所有的分解项之间是互不相关的，并且度为 {\displaystyle k} 的分解项之平均的阶为 {\displaystyle O_{p}\left(n^{-k/2}\right)}.
在大多数应用中，一个U-统计量的ANOVA分解中最重要的是前一项或前两项。根据分解项的性质，可以得到如下的两项ANOVA分解式：
{\displaystyle U_{n}-\mu ={\frac {r}{n}}\sum _{i=1}^{n}g_{1}(X_{i})+{\frac {r(r-1)}{n(n-1)}}\sum _{1\leq i<j\leq n}g_{2}(X_{i},X_{j})+O_{p}(n^{-3/2})}

### 定理应用
- U-统计量的渐近正态性是Hoeffding的ANOVA分解定理的简单推论。具体而言，有如下结论：记 {\displaystyle \xi _{1}^{2}=\mathrm {Var} (g_{1}(X_{1}))} ，则:

{\displaystyle n^{1/2}\left(U_{n}-\mu \right)\ {\stackrel {d}{\to }}\ N\left(0,r^{2}\xi _{1}^{2}\right)}
同时，分解定理也指出了应该如何正确地一阶逼近U-统计量的方差，和对其进行t-标准化。
- 由该定理出发，在不同强度的假设条件下，可以用一项或两项的Edgeworth展开来高精度地逼近U-统计量的分布。[8][10][11][12]

## 具体例子
- 度为1的例子：令 {\displaystyle h(x)=x} ，则U-统计量 {\displaystyle {\frac {1}{n}}\sum _{i=1}^{n}h(X_{i})={\bar {X}}_{n}}是样本均值。

- 度为2的例子：令 {\displaystyle h(x_{1},x_{2})=|x_{1}-x_{2}|} ，则U-统计量

{\displaystyle {\frac {1}{\binom {n}{2}}}\sum _{1\leq i<j\leq n}h(X_{i},X_{j})}
称为“平均成对偏差”。 
- 另一个度为2的例子：令 {\displaystyle h(x_{1},x_{2})=(x_{1}-x_{2})^{2}/2} ，则U-统计量有如下变形：

{\displaystyle {\frac {1}{\binom {n}{2}}}\sum _{1\leq i<j\leq n}h(X_{i},X_{j})=\sum (X_{i}-{\bar {X}})^{2}/(n-1)}
这正是人们熟知的样本方差 {\displaystyle S_{n}^{2}}。 
- 度为3的例子：样本偏度定义中的分子项：

{\displaystyle {\frac {1}{n}}\sum _{i=1}^{n}(X_{i}-{\bar {X}})^{3}}
展开后可以写成一个U-统计量。
- 在机器学习中，用核函数方法进行一样本或两样本非参数统计检验时，检验统计量是一个能量距离或最大平均差异（MMD），两者均为U-统计量或表达式包含两样本U-统计量。[13][14]